# 薩佛街

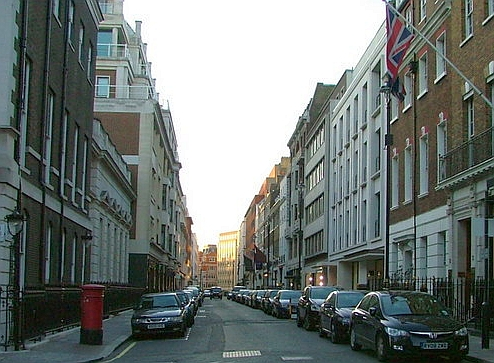
從伯靈頓公園看向薩佛街

薩佛街（/ˌsævɪl ˈroʊ/）是一個在倫敦中央梅费尔的購物街區，因為傳統的客製男士服裝行業而聞名。薩佛街的重要性從17世紀便開始醞釀，在當時代表了歐洲皇家貴冑信賴與炫耀個人財富品味的地方。 薩佛街位於的梅费尔區至今是全球最昂貴的地段之一。量身訂製（Bespoke）這個專有名詞便是源於這得天獨厚的環境，這條充滿傳奇的短街被稱為「西裝裁縫業的黃金道」，來這裡光顧過的客人包括溫斯頓·邱吉爾、納爾遜勳爵以及拿破崙三世。
薩佛街與攝政街平行，在北邊的康督特街和南邊的維果街之間。與其相通的道路包括伯靈頓路，克力佛街和伯靈頓花園。

## 歷史
薩佛街建於1731-1735年間，為伯靈頓社區開發計畫的一部分，並以第三任伯靈頓伯爵的妻子桃樂絲薩佛夫人的名字命名。這條街本來從伯靈頓花園（現今的維果街）接到鮑伊街，只有東邊才有房子，但在1937-8年間，薩佛街延伸到康督特街，在十九世紀時西邊也蓋起了房子。原本的建築計畫據說來自建築師科倫‧坎貝爾（Colen Campbell），但實際上主建築師似乎是在丹尼爾‧加瑞特（Daniel Garrett）監督下工作的亨利‧福利克洛福特（Henry Flitcroft）。另外，薩佛街的 1號、22-23號昰由住在2號的另一位建築師威廉‧肯特（William Kent）所設計。而在探險家大衛‧李文史東過世並葬於西敏寺之前，薩佛街一號一直是他的住處，同時也是皇家地理學會的總部。
一開始這條街占滿了軍官和他們的家眷。英國史上最年輕的首相，小威廉‧彼特也是早年的住戶之一。劇作家兼下議院議員的理查‧布林斯里‧謝雷登（Richard Brinsley Sheridan）於1816年去世之前也在薩佛街14號短暫居住過。
十九世紀時，英國的上流社會開始注重起服裝。英國攝政時期的男性時尚指標波‧布魯梅爾（Beau Brummell）更示範了何爲打扮體面的男士。他是聚集在伯靈頓區，尤其是寇克街一帶的裁縫的常客。在1803年時有些裁縫店就已經出現在薩佛街，不過沒有一家存活到今天。
在1846年間，於其先父位於薩佛街32號的裁縫店內開設第二個出入口的的亨利‧普爾被稱作薩佛街之父。不過在他之前早有許多裁縫在薩佛街開業了。
1969年，英國裁縫湯米‧納特（Tommy Nutter）在薩佛街的店面薩佛街的納特（Nutters of Savile Row）成功地現代化了傳統裁縫業的風格和方法，而這個過程一直持續到1990年代，由李察‧詹姆斯（Richard James）、奧茲瓦爾德‧博騰（Ozwald Boateng）和提摩西‧艾佛洛斯（Timothy Everest）等設計師接續了下去。
由於節節高升的房租和名設計師喬治亞曼尼批評薩佛街「跟不上時代」，薩佛街街裁縫店的數量在2006年銳減到只剩19家。有些業者在2005年時便表示該區商業發展程度的增加，可能會造成在地產業的─像是裁縫店─的消亡薩佛街的服裝店一直以來都是在自己的店面，或是地下室的工作室裡製作客戶訂製的西裝，而這可能會使它們的成品因反映成本而使訂價較高的緣故而被市場淘汰。薩維爾訂製服協會（Savile Row Bespoke Association）就是為了處理這些問題而成立的，這個組織同時也獎勵訓練、舉辦活動和其他首創方案。然而有些出名的英國牌子也在進口的服裝使用薩佛街名號，這使那些依然在薩佛街營業的裁縫店裡感到相當挫折。
儘管有著種種的問題，這條街仍然是世界上想要最好的裁縫的男士們的聖地。而且薩佛街也持續吸引著新成員的進駐。這其中包括了有些其實在資歷上並不新的成員─一些在開展自己的生意之前已在薩佛街有著豐富的工作經驗的人，當然也有被這條街的優雅與手藝吸引而來的新人。

## 在薩佛街上的裁縫店
在薩佛街上開業的服裝店如下所示：

### 凱德與丹帝
凱德與丹帝（Cad & the Dandy）- 凱德與丹帝（13號） 

### 戴維斯父子
戴維斯父子（Davies & Son）是一家位於薩佛街38號的獨立裁縫店。這家店是喬治‧戴維斯於1803年在漢諾威街所創立的，於1986年遷移至薩佛街。戴維斯父子曾經替倫敦警察廳創始者羅伯特‧皮爾爵士麾下的警隊製作制服。其他顧客包括服裝設計師凱文克萊、歌星麥可‧傑克森，名演員道格拉斯費爾班克斯、克拉克蓋博，以及美國總統哈利‧杜魯門。

### 基福斯與浩克斯
基福斯與浩克斯（Gieves & Hawkes）是位於薩佛街一號，專為傳統英國士紳量身訂做衣飾的裁縫店。這家店的歷史可追溯到18世紀晚期，是由兩家不同的品牌：基福斯（1885年創立）與浩克斯（1771年創立）合併而產生的公司。
由於前身是兩家專門製作英國陸軍與海軍制服的供應商，這家裁縫店是薩佛街第一家提供成衣的商店。在英國各地與一些其他國家都有許多基福斯與浩克斯的店面。它也擁有三個英國皇家認證（分別來自女王伊莉莎白二世、王夫愛丁堡公爵、與皇儲威爾斯王子），是英國皇室的服裝供應商之一 
根據西敏市城市發展與計畫部2006年三月的報告，「倫敦西區的訂製服」，每年大約有六千至七千套西裝在薩佛街一帶訂製，其中大約700套昰基福斯與浩克斯製作。這份紀錄也指出在薩佛街一號的基福斯與浩克斯公司有20%的生意來自客製西服這部分。
基福斯與浩克斯於2012年被香港利邦控股有限公司（港交所：00891 （页面存档备份，存于））收購。利邦控股有限公司於2017年被山東如意集團（深市：002193 （页面存档备份，存于））收購。

### 杭茲曼父子
杭茲曼父子（H. Huntsman & Sons）是亨利杭茲曼於1849年在薩佛街11號所創立的。這家店在1865年得到威爾斯親王愛德華（後稱愛德華七世）的皇家認證。自1950年代起，它就因有著硬挺肩線與合身腰線的騎裝外套而聞名。杭茲曼父子以「薩佛街起價最昂貴的兩件式西裝」聞名；一套客製西裝的含稅價格可超過三千英鎊（約五千美元）。作家湯姆吳爾夫的小說「走夜路的男人」裡，旁白在描述浮華的薛曼麥克爾的外套時就這麼形容：「倫敦薩佛街的杭茲曼，價值天殺的一大筆錢。」

### 赫迪雅曼
赫迪雅曼（Hardy Amies）是位在薩佛街14號的時裝店，由英國裁縫師愛德溫‧赫迪雅曼爵士（生於1909年7月17日，歿於2003年3月 5日）在1946年創立。赫迪雅曼1934年曾做過拉切斯（Lachasse）這個品牌的設計師，也本著政府要求的實用性爲英國貿易局設計過服裝。他在1946年買下當時為空屋的14號。
赫迪雅曼這個品牌以其經典且美麗的男女客製服裝而聞名。赫迪雅曼在商業方面的成功源於他能從自己的設計裡獲得商業上的利潤，但又不會過度使用到變成在剝銷自己的品牌。當他和赫普沃斯（Hepworths）在1959年合作設計男裝時，赫迪雅曼成為首位跨足成衣市場的歐洲設計師。1961年赫迪雅曼以在倫敦麗池酒店舉辦的第一場成衣男裝秀寫下了流行的歷史。赫迪雅曼的名字在全球都有授權，在日本尤其流行。赫迪雅曼也設計一些室內工作服，之後並延伸到爲特定團體設計服裝，像是牛津大學划船俱樂部，以及倫敦股票交易所。雅曼也爲影片設計戲服，包括"2001太空漫遊"。
雅曼最為英國大眾所知的作品當屬他爲伊麗莎白女王二世所做的設計。自1950年起雅曼就已為當時還是公主的伊麗莎白製作了幾件在前往加拿大的皇室旅遊時穿的外出服。雖然赫迪雅曼在女裝方面獲得的利潤比較少，但其於1955年得到的皇家認證還是給了一定程度的尊敬與宣傳。他最知名的一個作品則是他在1977年爲伊麗莎白女王二世登基25週年設計的長禮服，雅曼曾說這件作品因為被印在數以千計的餅乾罐子上而永垂不朽。
在1989年被授與騎士稱號之後，雅曼保有皇家認證直到1990年，他自行放棄這認證，好讓年輕的設計師能為女王設計服裝。
1973年五月，雅曼把這個品牌賣給德本漢姆百貨公司（Derbenham），這家公司同時也買下負責赫迪雅曼產品通路的赫普沃斯公司。雅曼於1981年買回品牌。2001年五月，雅曼又將生意賣給了「奢華品牌集團」（Luxury Brands Group）。他本人在2001年底退休，由生於摩洛哥的設計師賈克阿薩古禮（Jacques Azagury）接手女裝部。2008年十一月宣告破產之後，赫迪雅曼又被馮氏投資收購，這是馮國經和馮國綸私人投資的一部分，這兩人為利豐集團的主要人物。目前的服裝設計則是由曾在1979年時為赫迪雅曼工作過的設計總監江‧摩爾（Jon Moore）負責。.

### 亨利普爾
亨利普爾（Henry Poole & Co）是位於薩佛街15號，專為男士量身訂做高級衣飾的裁縫店。一般被認為是薩佛街創立者之一與晚宴西裝的創造者。自從1806年開店以來，這家店一直都是家族式經營。亨利普爾1806年時開在布朗斯維克廣場，而專門提供訂製的軍服。之後發生的滑鐵盧之戰對他們的生意可說是不無小補。在創始者詹姆斯普爾去世後，他們的生意在1846年遷到薩佛街。
後來因為在32號的租約過期，而且建築被拆毀，亨利普爾被迫遷到寇克街；不過在1982年，亨利普爾的管理總監，安格斯康戴（Angus Cundey）將從1961年起就一直在寇克街的店面遷回薩佛街15號。

### 切爾高
切爾高（Kilgour）位於薩佛街8號。在1882年時以皮卡迪利的法蘭西T&F的名稱被創立，1923年和薩佛街原有的裁縫店A.H. 切爾高合併成為切爾高與法蘭西。1925年弗雷和路意絲史坦貝里加入，1937年裁縫店更名為切爾高、法蘭西與史坦貝里。2003年又改回切爾高，並且被JMH生活風格（JMH Lifestyle）在2008年買下。

### 諾頓父子
諾頓父子（Norton & Sons）是位於薩佛街16號的男士高級訂製西服裁縫店。1821年創立於倫敦，十九世紀中期遷移至薩佛街。1960年代，諾頓與另外一家薩佛街的裁縫店霍爾與陶茲（J. Hoare & E. Tautz）合併。這家店以擁有眾多倫敦的年輕時尚人士為客戶這點自豪，而且曾為年輕的溫斯頓·邱吉爾和赫迪雅曼爵士.裁衣。

### 薩佛街的納特
坐落於薩佛街12號，薩佛街的納特（Nutters of Savile Row）是一家新式的裁縫店，由湯米納特在1969年情人節開張，並擁有來自於女明星席拉‧布萊克和在披頭四所有的蘋果公司的管理總監彼得布朗的財務支持。納特是第一家嘗試開放式櫥窗，並陳列當時還默默無聞的西蒙杜南（現紐約巴尼斯百貨創意總監）的大膽展示的店家。這類的點子讓整條薩佛街的感覺變得更摩登。薩佛街的納特的客層極廣，從第十四任貝福特公爵亨利‧羅素、孟塔古勳爵、曾任舊金山市長的威利布朗、到米克傑格和畢安卡傑格夫妻，以及披頭四。
納特設計了畢安卡傑格的結婚禮服，1989年上映的蝙蝠俠戲服（包括那些傑克尼克遜所穿的服裝），還有三套披頭四在「艾比路」唱片封面上穿的西裝。.如今這家店為大衛梅森所有。

### 奧茲華波騰
位於薩佛街12號a，奧茲華波騰本人（Ozwald Boateng）是現代一名高級客製服裝的裁縫，同時是推動英國新訂製服運動的前驅者。他認為自己是裁縫也是設計師，所以創出了「客製設計師」這個新名詞。這家店在維果街也有一家成衣暢貨店。波騰於1960年代末生於非洲迦納，在倫敦北區長大，他16歲開始作裁縫，在波特貝羅路上販售由他母親設計的服裝。23歲時他開始全職投入這門生意。1990年時他開始做客製西裝，並且讓薩佛街上的裁縫業進入了一個新時代。身為第一個在巴黎展出時裝秀的薩佛街裁縫，波騰的顧客群包括演員威爾史密斯、傑米福克斯、山謬傑克遜、美國職業足球員達尼瓊斯、羅素克洛、基努李維和米克傑格。波騰在2003年成為紀梵希男裝部分的創意總監。2006年6月22日，日舞頻道開始了一個叫做「波騰之家」（暫譯）的實境秀，由勞勃瑞福和班希維爾曼擔任製作人，專門紀錄波騰在美國為推動自己的訂製服系列的的活動。

### 史提德訂製服
1995年1月於薩佛街12號開幕，創立者為湯瑪斯馬洪（現為獨立裁縫，在「英式剪裁」（English Cut）工作），以及艾德溫狄波斯。狄波斯的父親與兄弟都是裁縫。狄波斯在倫敦時尚學院受訓練，在創立史提德（Steed Bespoke Tailors）之前曾在傳奇裁縫艾德華薩克遜（曾與湯米納特合作的剪裁師）手下工作過，並接著在安德森與沙帕德裁縫店工作七年。
2002年1月，史提德訂製服裁縫店邁入第八年，並與合作夥伴馬洪拆夥。2008年9月時，艾德溫的長子馬修狄波斯加入公司，目前正向父親學習這門生意，並且幫忙處理店裡每天例行的公事。史提德這家店的名聲讓GQ雜誌與美國運通的”Departure”等刊物上都有專題報導。

### 史陶爾斯訂製服
位於薩佛街13號，這是薩佛街裁縫店的最新成員，由雷史陶爾斯於2006年創立。他做了基福斯與浩克斯裁縫店25年的負責人，他創立史陶爾斯訂製服（Stowers Bespoke）是為了扭轉現在時裝市場裡在遠東地區大量生產成衣、配飾及在英國生產半客製西裝的潮流。這家店的店址原本在舊靈頓街13號。2007年春天，當英國自由百貨開創唯一一個在百貨內提供高級訂製正式服裝區時，史陶爾斯訂製服是店內的頭牌。2008年9月史陶爾斯訂製服買下另一家裁縫店詹姆斯樂維特，並且正在改裝薩佛街13號的店面，準備將其作為史陶爾斯訂製服的旗艦店。

### 其他裁縫店
·亞歷山德：薩佛街 39號，隸屬於「英國男裝品牌」（British Menswear Brands） 
- 凱德與丹帝（13號） [9]
- 倫敦寇瑪莉（12號） [37]
- 戴吉與史基那（10號）
- 艾微蘇：獨立於公會之外，屬於日本品牌Saburo
- 蓋瑞安德森（34/35號）
- 華樂地訂製服（9/10號） [38]
- 亨利賀伯特（9號） [39]
- 艺术西装伦敦 （9/10號）[40]
- 霍蘭與雪莉 （9/10號） [41]
- 傑斯普利特曼（9號） [42]
- 馬修法尼斯（12號） [43]
- 茅瑞斯席德維爾（19號） [44]
- 理查德安德森於1992（29號）
- 史帝芬希區考克（13號） [45]
- 湯瑪斯馬洪（12號） [46]
- 威爾許與傑佛瑞（20號）

其他商店
- 美國品牌Abercrombie & Fitch 位於薩佛街 42號

## 薩佛街訂製服業者公會
2004年創立，這個公會的目標是為了保護與發展在這個街區高級訂製服的藝術。.這裡傑出的手藝已經給倫敦以及英國的形象帶來貢獻，所以其貢獻也被西敏市在最近的研究當中獲得認可。
基福斯與浩克斯的行政總監馬克韓德森是公會的主席，公會則位在薩佛街 1號 ，即基福斯與浩克斯的舊店址。
是會員的店家有: 安德森與沙帕德裁縫店、戴維斯父子、戴吉與史基那、基福斯與浩克斯、赫迪雅曼、亨利普爾、杭特曼父子、梅爾與莫提姆、諾頓父子、奧茲華波騰、理查安德森與理查詹姆斯。每個會員都被要求在一套兩件式西裝上花上至少50小時的手工。
2007年，瑞維裁縫店（Ravi Tailors）的行政總監安東尼修威特在與日本牛仔褲品牌艾微蘇短暫的不愉快合作後，離開了薩佛街，改為在聖喬治街的L.G.維爾金森的店工作。這表示他們已經不再有資格稱作薩佛街的裁縫店，因此必須離開公會。

## 關於披頭四

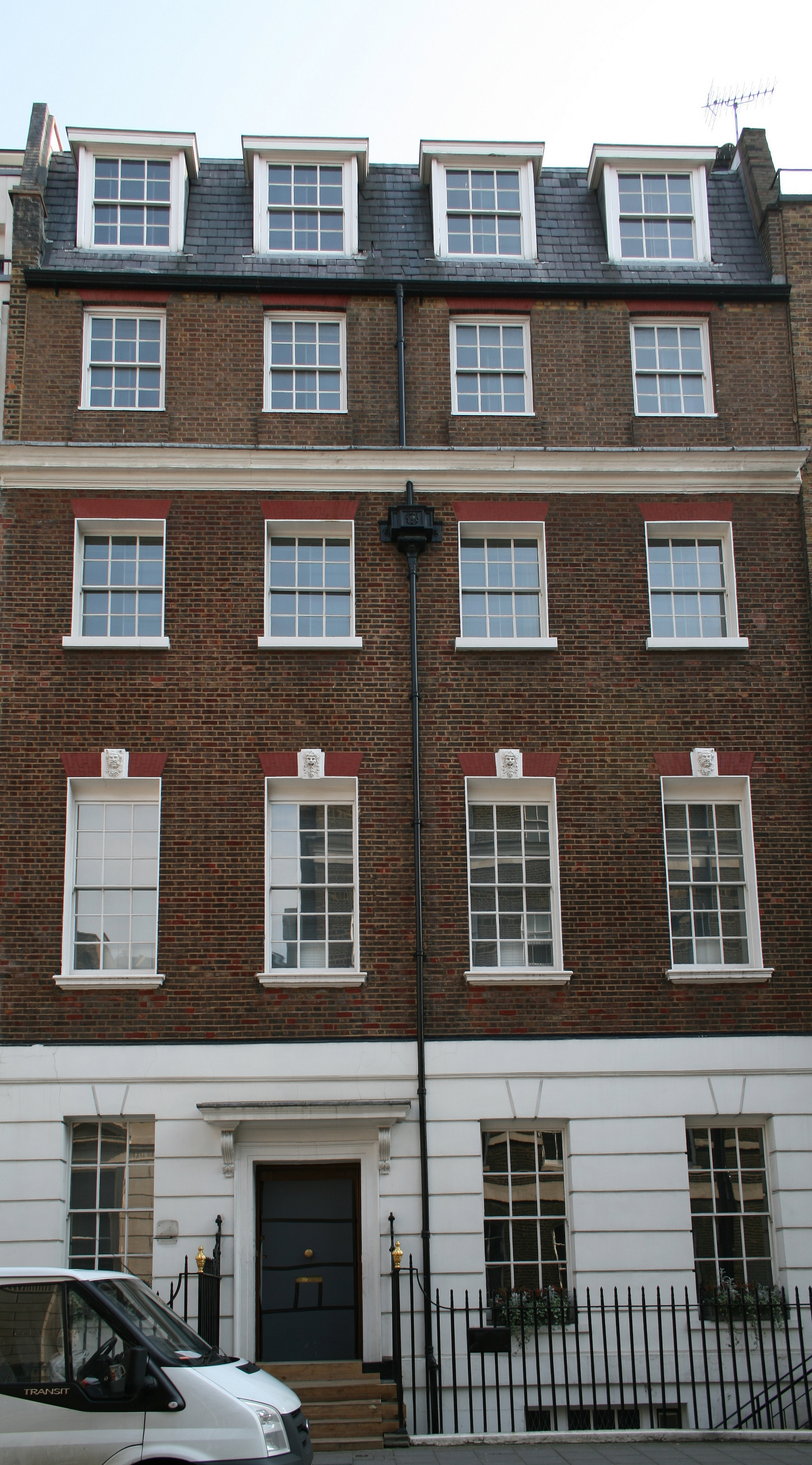
薩佛街三號, 披頭四的蘋果唱片公司

披頭四的蘋果唱片在薩佛街3號；披頭四、威爾斯搖滾樂團壞手指、以及威爾斯民歌手瑪莉霍普金等人都曾在這個位於地下室的錄音室錄過唱片。披頭四在這裡的屋頂上於1969年1月30日舉辦了最後一場現場表演，被称为披头士屋顶演唱会。该演唱会的影像出现在為紀錄片《Let it be》中。

## 在流行文化中扮演的角色
- 薩佛街 7號是小說家朱勒．凡爾納所著的經典探險小說「環遊世界80天」裡的主角菲尼亞斯佛格在倫敦的住址。
- 在日文中西裝稱作「背広」 （sebiro），即英文薩佛街的變音，臺灣話的「西裝」又源於日語的，而唸作「se-bí-looh」[50][51]。
- 在遊戲「大富翁：過去與今日」裡將此街名拼錯成「Saville」 Row
- 薩佛街 是音樂遊戲「搖滾樂團」裡的一個地點
- 在奇想樂團的歌曲「End of season」中有提到薩佛街
- 在樂團「The Monochrome Set」中的歌曲「Jet Set Junta」中有提到薩佛街
- 在音樂劇「Annie」中的歌曲「You're Never Fully Dressed Without a Smile」中有提到薩佛街
- 在電影「Withnail and I」中，Withnail宣稱他的西裝是在薩佛街的浩克斯做的
- 女歌手艾絲黛兒與肯伊·歐馬立·威斯特合作的歌曲「美國男孩」中的歌詞有暗示薩佛街的手工訂製服
- 歌手街頭小子的歌曲「生活大不易」中有提到薩佛街
- 在電影「Sextette」中由凱思·穆恩飾演的時裝設計師提到他顧客的丈夫的西裝是從薩佛街北區來的
- 在電影「誓不低頭」（The Outfit 2022）中英國佬裁縫師雷納德（馬克・勞倫斯飾 Sir David Mark Rylance Waters），提及他的手藝來自在薩佛街的多年學習
- 精彩對白:
- Boyle Jr. : You're just a fxking tailor.
- Leonard: I'm not a tailor. I'm a cutter. I used to cut on the Row.
- Boyle Jr. : Fxk is "the Row"?
- Leonard: It's in London. A quarter of a mile in which the greatest craftsmen in the world
- Boyle Jr. : What, Krauts bomb your place?
- Leonard: Worse. They're called blue jeans.
- Boyle Jr. : Well, times change, pal.
- （芝加哥黑幫老大兒子小波以耳身著高檔西裝卻不知英國薩佛街, 雷納德來到美國的原因不是德軍轟炸, 而是被美國流行文化的牛仔褲擊垮）
- Leonard: These fashionable things, they don't last. The things I make, like that suit of yours...it's timeless.
- （雷納德: 流行事物稍縱即逝, 我做出的東西, 就像你穿著的...雋永永恆。）

有個謠言說詹姆斯龐德穿的是薩佛街的西裝，不過這點從來沒有在伊恩佛萊明所寫的原著小說中被提到過，作者本人也從來沒穿過來自薩佛街的西裝。為龐德電影作西裝的裁縫有安東尼辛克萊爾（1962-1965年）、狄米梅哲（1969）、塞爾卡索（1973 – 1979年）、道格拉斯海沃（1981 – 1985年）、布洛尼（1995 – 2006）、湯姆福特（2008）和為康納利、布洛斯南與克雷格時代製作襯衫的騰伯爾與阿瑟。不過，在1962年的電影，即詹姆士龐德系列首集「第七號情報員」中，美國中央情報局的探員菲利斯萊特在問龐德哪裡能找到可放瓦爾特PPK手槍的位置時，龐德倒是回答：「我在薩佛街的裁縫都處理好了」

## 外部連結
- Savile Row Bespoke Association official website （页面存档备份，存于）
- . Victoria and Albert Museum.   [2010-09-02]. （原始内容存档于2012-04-19）.
- Business Week: The Battle for Savile Row （页面存档备份，存于）

51°30′41″N 0°08′27″W / 51.511301°N 0.140853°W